# Lenny Hambro

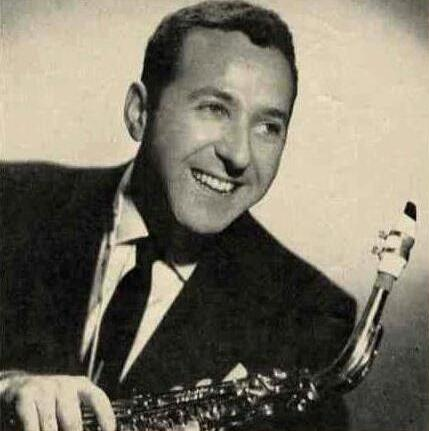
1957 Martin Band Instruments print

Leonard William  „Lenny“ Hambro, auch: Lennie Hambro  (* 16. Oktober 1923 in New York; † 26. September 1995 in Somers Point, New Jersey) war ein US-amerikanischer Altsaxophonist des Swing und des Modern Jazz.

## Leben und Wirken
Lenny Hambro spielte zu Beginn seiner Karriere in den 1940er Jahren mit Gene Krupa, Billy Butterfield und anderen Swingbands. Von 1951 bis 1952 arbeitete er bei Ray McKinley, von 1952 bis 1956 bei Machito. Außerdem nahm er in dieser Zeit Platten mit Chico O’Farrill und Red Norvo auf. Mitte der 1950er Jahre leitete Hambro eigene Formationen, mit denen er auch Platten aufnahm. Mitwirkende Musiker waren u. a. Eddie Costa, Sal Salvador, Clyde Lombardi, Barry Galbraith, Arnold Fishkin und Gus Johnson.

## Auswahldiskographie
- Lenny Hambro (1954; Savoy Records)
- Mambo Hambro (1954; Savoy Records)
- Message From Hambro (1955; Epic Records) Lenny Hambro Quintet
- The Nature of Things (1956; Epic Records) Lenny Hambro Quintet

### Als Sideman
- Red Norvo: The „X“ Sessions (RCA/FResh Sound Records, 1954)
- Chico O’Farrill: Cuban Blues – The Chico O’Farrill Essions. (Verve, 1950–1954)